# 景山俊太郎
景山 俊太郎（かげやま しゅんたろう、1944年5月8日 - ）は、日本の政治家。参議院議員（2期）、島根県議会議員（6期）を務めた。現在は株式会社田部の取締役を務める。

## 人物
参議院議員選挙での落選時には、それまで島根県の衆参の選挙区選出議員のすべてを自民党で占めていた一角が崩れたこともあり、竹下王国・青木王国の崩壊と言われた。
民主党政権下で行われた2010年参院選において、青木が5月に脳梗塞のため引退を表明した際、自民党島根県連では景山を候補に推す意見があったが、最終的に青木の長男である青木一彦を自民党候補とすることを決定した。

## 略歴
- 1944年5月 : 島根県仁多郡仁多町（現・奥出雲町）亀嵩に生まれ、飯石郡掛合町（現・雲南市）で育つ。
- 1963年3月 : 島根県立松江北高等学校卒業。
- 1968年3月 : 早稲田大学第一法学部卒業。
- 1970年3月 : 早稲田大学大学院政治学研究科修士課程修了　衆院議員竹下登秘書　4月:江の川学園短期大学非常勤講師（〜1971年3月）。
- 1971年4月 : 島根県議会議員当選6期（〜1995年4月）。
- 1988年6月 : 島根県議会副議長（〜1989年6月）。
- 1990年6月 : 島根県議会議長（〜1991年5月）。
- 1995年7月 : 参議院議員当選。
- 1998年9月 : 国土審議会特別委員（〜2001年1月）。
- 1999年10月 : 参議院自民党国会対策副委員長（〜2000年12月）。
- 2000年6月 : 自民党水産部会部会長（〜2001年1月）。
- 2001年1月 : 総務大臣政務官（初代）。
- 2003年9月 : 参議院総務委員長（〜2004年10月）。
- 2005年11月 : 参議院自民党筆頭副幹事長（〜2006年9月）。
- 2007年7月 : 第21回参議院選挙で国民新党の亀井亜紀子に敗れ、落選。
- 2014年11月 : 旭日中綬章受章。

## 家族・親族
- 父の景山俊弘は、掛合町長を5期20年にわたって務めた。
- 農林水産大臣を務めた松岡利勝の長男と景山の娘が婚姻したことから、松岡と景山は縁戚関係に当たる。松岡の自殺は2007年参院選で景山の落選をはじめとする自民惨敗の遠因になった。

## 所属していた団体・議員連盟
- 日韓議員連盟
- 神道政治連盟国会議員懇談会